# Прикончи их всех
«Прико́нчи их все́х» (англ. Kill 'Em All) — американский боевик, снятый режиссёром Питером Малотой. В главных ролях: Жан-Клод Ван Дамм, Отем Ризер и Петер Стормар. Бюджет картины составил 4 млн. долларов.
Сиквел под названием «Прикончи их всех 2» (англ. Kill 'Em All 2)  вышел в мировой прокат 24 сентября 2024 года, а 25 декабря 2024 года состоялась премьера на Netflix.

## Сюжет
После перестрелки незнакомец попадает в местную больницу на грани смерти. По его следу в больницу приезжает иностранная банда. После произошедшей в больнице бойни оставшейся в живых свидетельнице, молодой медсестре Сюзанне, приходится иметь дело с агентами ФБР и участниками международного заговора.

## В ролях
- Жан-Клод Ван Дамм — Филипп
- Отем Ризер — Сюзанна
- Петер Стормаре — агент Марк Холман
- Мария Кончита Алонсо — агент Линда Сандерс
- Дэниэл Бернхард — Радован Броковски
- Кристофер Ван Варенберг — Дисан
- Мила Каладжурджевич — Альмира
- Пол Сэмпсон — Клаус
- Киран Галлахер — Зоран Броковски
- Питер Орган — Иван
- Эдди Мэтьюз — Дмитрий Петрович
- Доминик Сальваторе — юный Филипп
- Никки Карузо — мама Филиппа[5]

## Премьера
Фильм был выпущен  сразу на DVD и Blu-ray 6 июня 2017 года в США и 12 июня 2017 во Франции.